# Cixius deducta
Cixius deducta är en insektsart som beskrevs av Walker 1857. Cixius deducta ingår i släktet Cixius och familjen kilstritar. Inga underarter finns listade i Catalogue of Life.